# بقعه آقا سید محمد
بقعه آقاسید محمد مربوط به دوره قاجار است و در شهرستان سیاهکل، بخش مرکزی، روستای زیارتگاه واقع شده و این اثر در تاریخ ۱۴ مرداد ۱۳۸۲ با شمارهٔ ثبت ۹۴۰۶ به‌عنوان یکی از آثار ملی ایران به ثبت رسیده‌است.